# يوتاكا سونودا
يوتاكا سونودا (باليابانية: 曽根田 穣) (مواليد 29 أغسطس 1994)، هو لاعب كرة قدم سابق كان يلعب كلاعب وسط.

## وصلات خارجية
- يوتاكا سونودا على موقع رابطة كرة القدم اليابانية للمحترفين (اليابانية)
- يوتاكا سونودا على موقع قاعدة بيانات كرة القدم.إي يو (الإنجليزية)
- يوتاكا سونودا على موقع Soccerway.com (الإنجليزية)
- يوتاكا سونودا على موقع عالم كرة القدم.نت (الإنجليزية)